# دره را فراموش کردند (ترانه)
«دره را فراموش کردند» (به انگلیسی: Forgot About Dre) یک آهنگ از آلبوم ۲۰۰۱ خواننده رپ دکتر دره است که شامل آواز خواننده رپ امینم است. این آهنگ به رتبه ۲۵ جدول Billboard Hot 100، شماره ۱۴ جدول R&B ایالات متحده، شماره ۳۲ جدول پاپ ایالات متحده و شماره ۷ جدول Singles UK رسید. این آهنگ به عنوان دومین تک آلبوم در تاریخ ۲۹ ژانویه ۲۰۰۰ منتشر شد، مانند "Still DRE"، این ترانه منتقدان دره را به شکلی سرکش خطاب می‌کند، زیرا Dre بازگشت خود را به صحنه هیپ هاپ اعلام می‌کند و تأثیر قابل توجه او را در شنوندگان یادآوری می‌کند ژانر. "Forgot About Dre" بهترین جایزه رپ را توسط Duo یا Group در جوایز گرمی ۲۰۰۱ دریافت کرد. این نمونه آهنگ No Doubt "The Climb" است.